# Salmó platejat

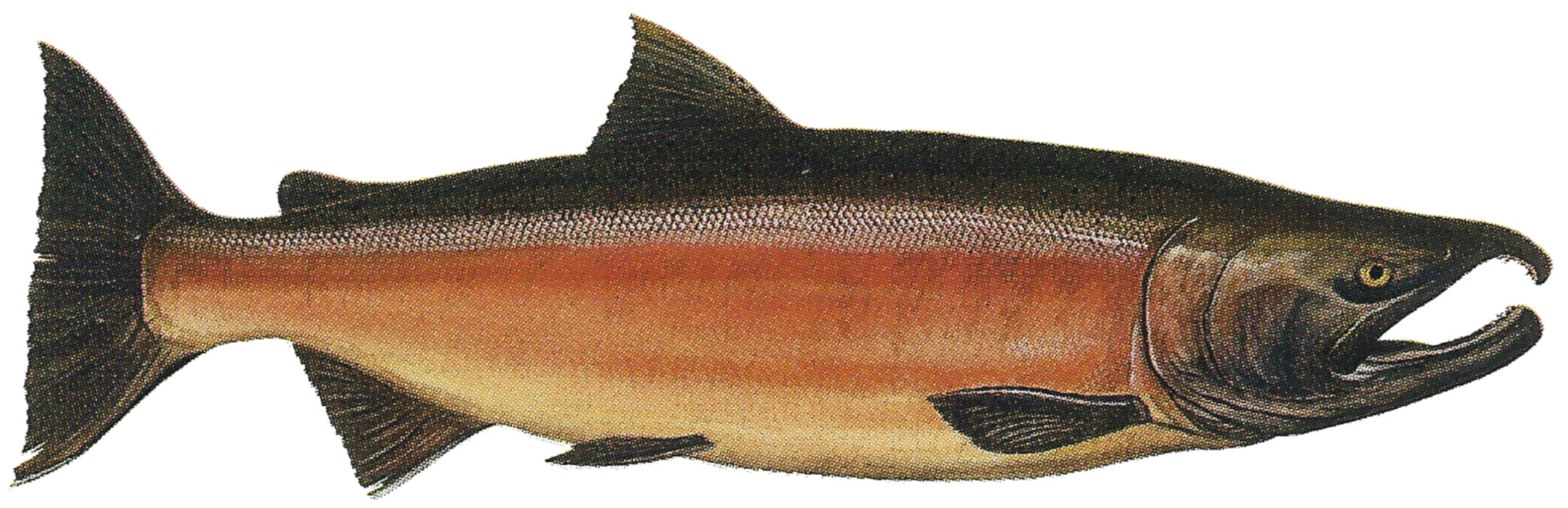
Dibuix d'un mascle

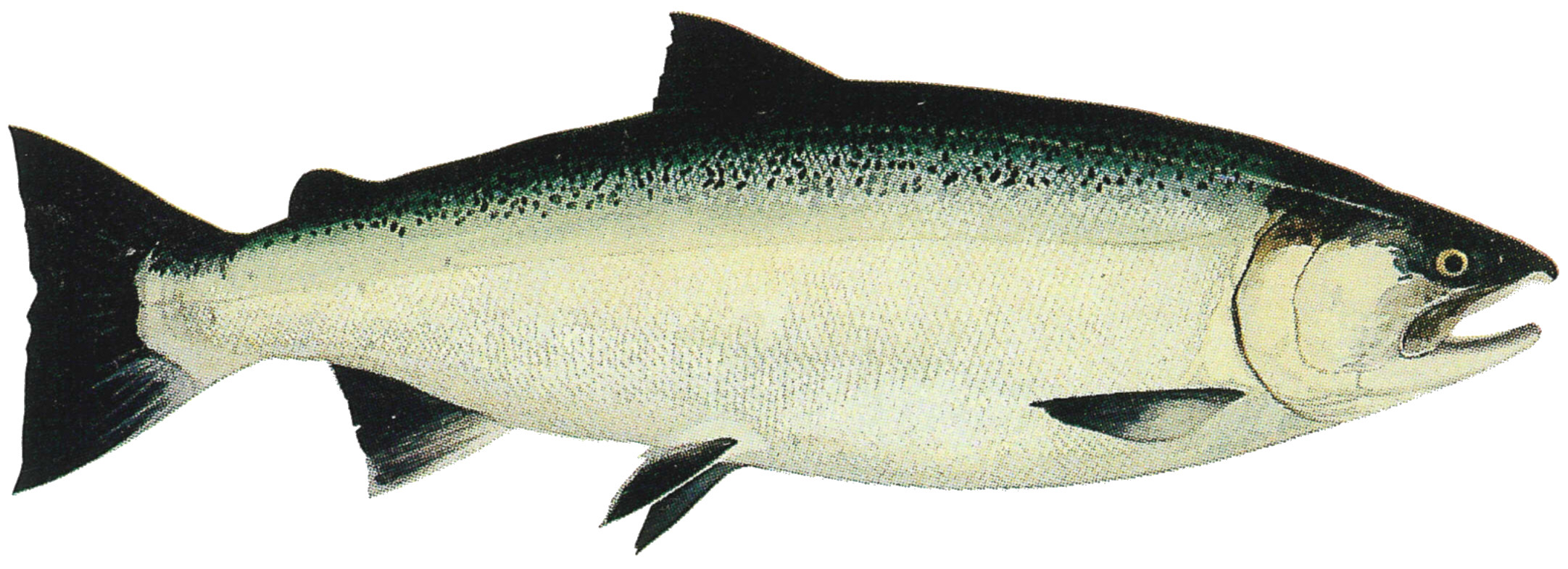
Un salmó platejat en la fase marina

El salmó platejat (Oncorhynchus kisutch) és una espècie de peix de la família dels salmònids i de l'ordre dels salmoniformes.

## Morfologia
- Els mascles poden assolir 108 cm de longitud total[3] i les femelles 65,5.
- Pes màxim: 15,2 kg.[4]
- Nombre de vèrtebres: 61-69.[5]

## Depredadors
És depredat per Prosopium williamsoni, Hippoglossus stenolepis, Oncorhynchus clarki, Oncorhynchus mykiss, Salvelinus malma, Phoca vitulina, Orcinus orca i Balaenoptera acutorostrata.

## Hàbitat
Viu en zones d'aigües dolces, salobres i marines temperades (72°N-22°N, 135°E-99°W) fins als 250 m de fondària

## Distribució geogràfica
Es troba al Pacífic nord: des del riu Anadyr (Rússia) fins a Hokkaido (Japó) i des de Point Hope (Alaska, Estats Units) fins a la Baixa Califòrnia (Mèxic).

## Longevitat
Pot arribar a viure 5 anys.

## Interès gastronòmic
Es comercialitza com a peix fresc, en salaó, enllaunat i congelat, i es consumeix al vapor, a la graella, rostit i cuit al microones o al forn.